# Kostel Nanebevzetí Panny Marie (Modřany)
Kostel Nanebevzetí Panny Marie je římskokatolický kostel postavený na malém návrší v Praze 4-Modřanech. Kostel obklopuje modřanský hřbitov a v jeho těsné blízkosti se také nachází budova fary.

## Historie

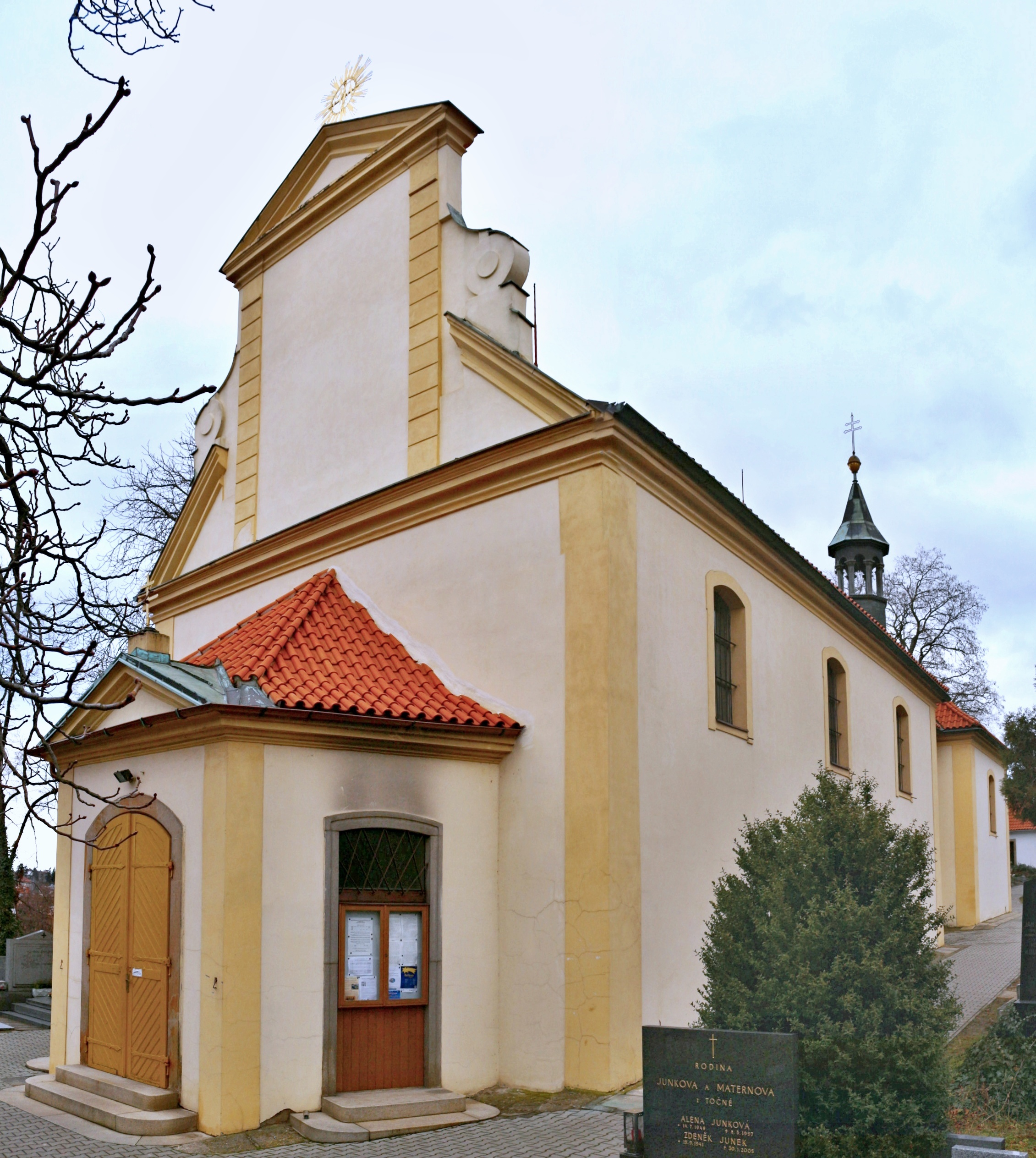
Kostel Nanebevzetí Panny Marie

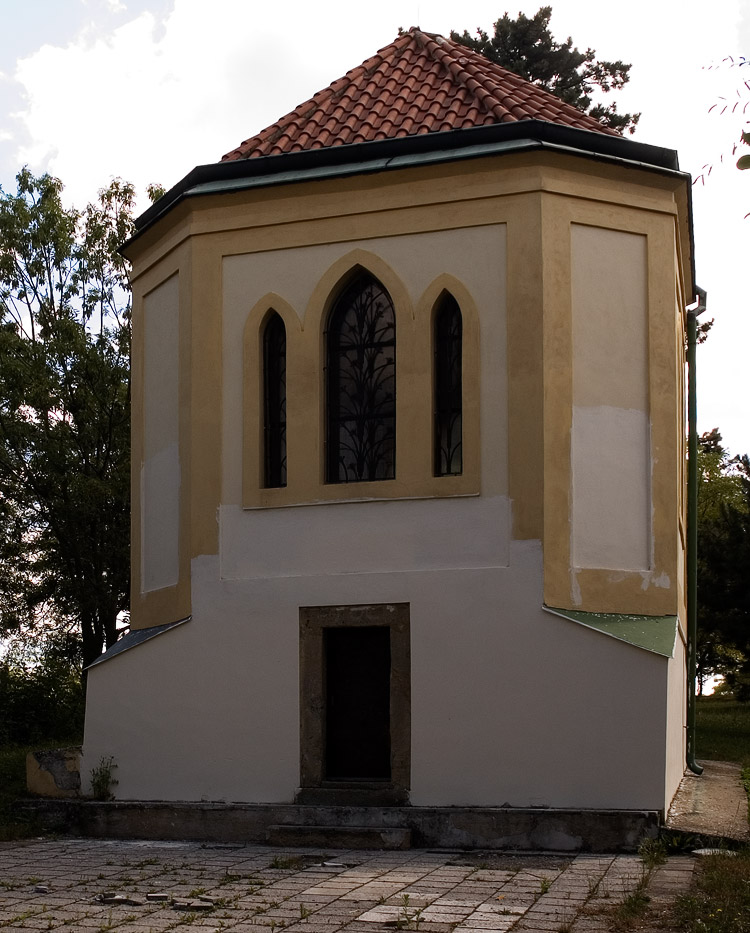
Modřanská zvonice, (nyní bez zvonů)

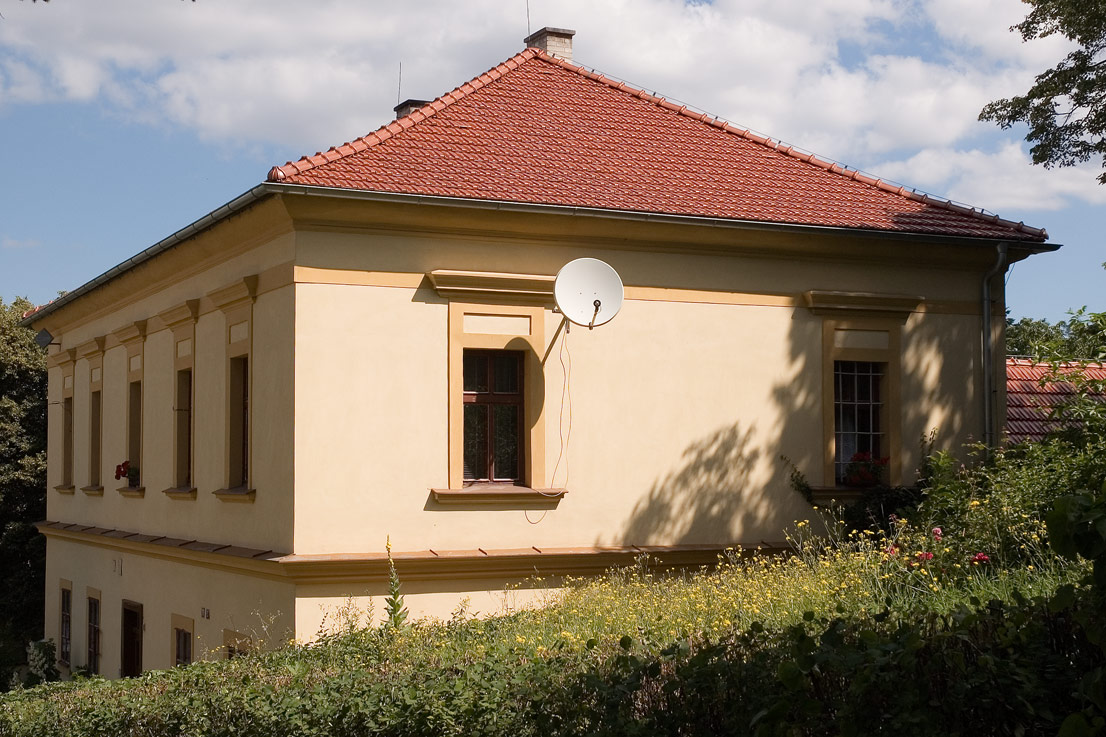
Modřanská fara

### Nejstarší dějiny
Není známo, kdy byl kostel postaven, ale vůbec první historická zmínka o Modřanech je spojena s vyšehradskou kapitulou, které v roce 1178 daroval Soběslav II. dvě modřanská popluží a vinici. Je pravděpodobné, že po získání majetku zde kapitula vybudovala i kostel. První nepřímá zmínka pochází z roku 1329, kdy je na jedné z listin vydané scholastiky pražské kapituly podepsán jakýsi Vojtěch – plebán v Modřanech. První přímá zmínka o kostele v souvislosti s návštěvou říčanského arcijáhna pochází z roku 1380 a přímé potvrzení existence kostela v Modřanech nalézáme v seznamu farních kostelů náležejících k říčanskému arciděkanství z roku 1384, jsou zde uvedeny i Modřany.

### Husité a třicetiletá válka
Celé Modřany vyplenili a kostel vypálili husité v roce 1420, když táhli na zbraslavský klášter.
Po bitvě na Bílé hoře byl kostel částečně opraven, ale zůstal bez faráře. Později byl opraven, aby v něm mohly být slouženy bohoslužby, ale už v roce 1631 Sasové vyplenili Zbraslavský klášter a vsi, které k němu náležely. V roce 1639 si v modřanském kostele zřídili skladiště zbraní a vojenského materiálu Švédové generála Banéra. Po uzavření Vestfálského míru v roce 1648 kostel opravili a rozšířili zbraslavští cisterciáci, čímž stavba dostala svou nynější podobu.
V roce 1754 za úřadování zbraslavského opata Adama Aysla byl kostel od základu nově zřízen, byla opravena zvonice, která byla do té doby v rozvalinách.
V roce 1802 Modřany zasáhl velký požár, který zničil i faru a v ní umístěnou školu. Nová fara byla vybudována v roce 1809, ale modřanská farnost byla obnovena až 13. září 1855. Další opravy a úpravy kostela se děly v letech 1881–1883, kdy přibyl kamenný kříž před kostelem. Zároveň byla znovu postavena zeď modřanského hřbitova, pobořená při požáru.
V letech 1947–1949 byla přistavěna kruchta s novými varhanami.

## Varhany
První varhany byly v kostele postaveny v roce 1690. Nové varhany postavil v kostele varhanář Josef Vanický z Třebechovic u Hradce Králové v roce 1893.

## Křížová cesta
Křížová cesta byla otevřena roku 2015 a vede parkem u kostela ke zvonici. Tvoří ji čtrnáct žulových smírčích křížů s reliéfem, které zhotovil sochař Miroslav Beščec z Dobříše. Každý kříž je jiný a na každém je symbol, který vychází z křesťanské tradice od odsouzení Krista až po uložení do hrobu. Kříže jsou zasazeny hluboko do země, některé plánovaně nakřivo. Popisy jednotlivých zastavení nejsou u křížů, ale na informační tabuli při vstupu do parku.
Cesta vznikla z iniciativy radnice Prahy 12 ve spolupráci s Farní charitou Prahy 4 – Modřany a na její vznik byla uspořádána veřejná sbírka. Smírčí kříže každý zvlášť posvětil dne 18. října 2015 Stanisław Góra, prezident Arcidiecézní charity.